# Cardinalis cardinalis
Il cardinale rosso, noto anche come cardinale della Virginia (Cardinalis cardinalis (Linnaeus, 1758)) è un uccello passeriforme della famiglia dei Cardinalidi.

## Descrizione

### Dimensioni
Misura fino a 25 cm di lunghezza (coda compresa) per 25–30 cm d'apertura alare, con un peso di 33-65 g: queste dimensioni ne fanno un uccello piuttosto piccolo, ma il cardinale rosso è uno fra i rappresentanti di maggiori dimensioni della propria famiglia. I maschi, a parità d'età, sono più grandi della femmina di circa il 10%.

### Aspetto

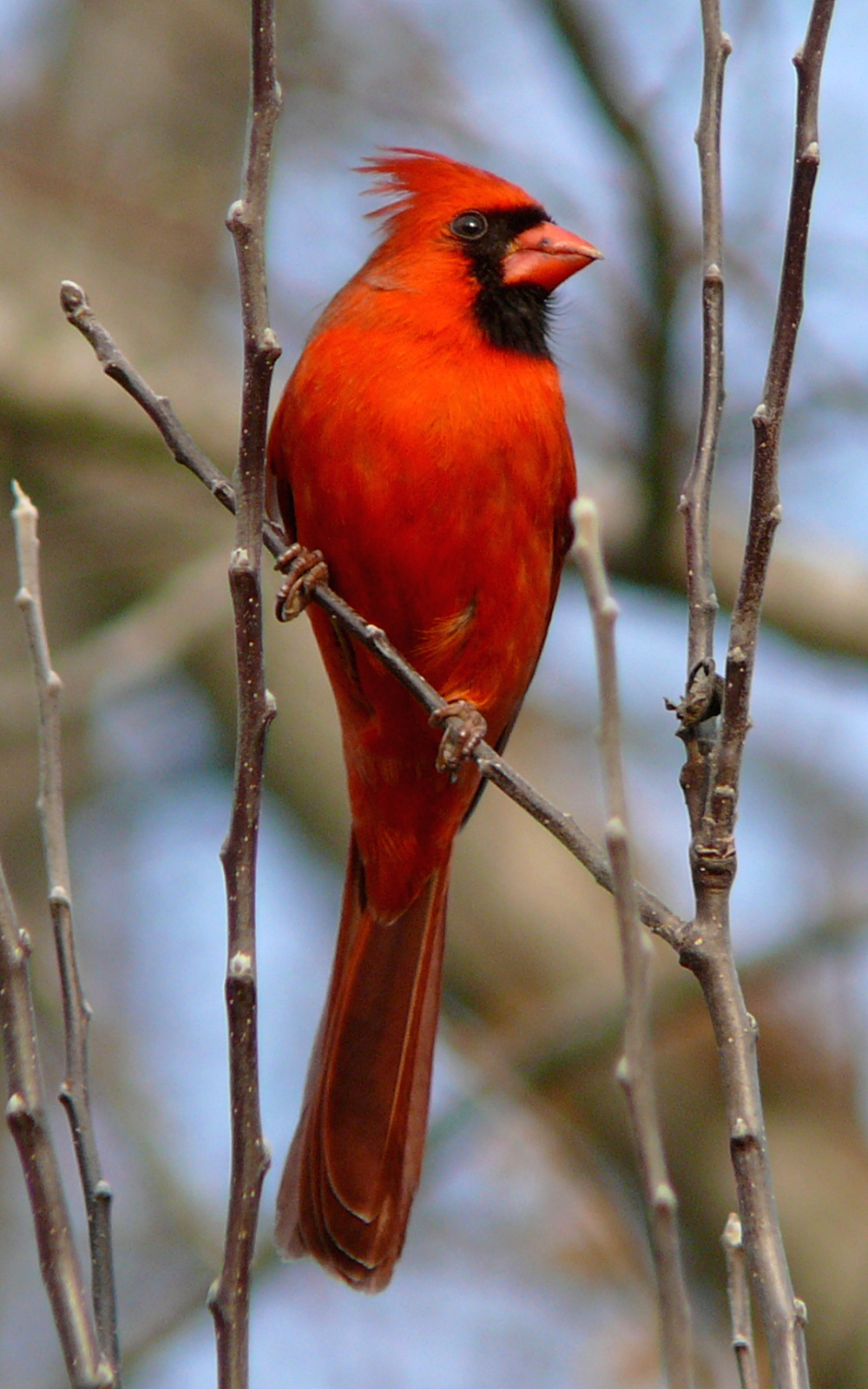
Maschio

L'aspetto è massiccio e squadrato, con grossa testa sormontata da una caratteristica cresta erettile e lunga coda rettangolare.

Il maschio adulto è di un caratteristico rosso carminio uniforme su tutto il corpo, che diviene meno vivido sul dorso e sulle ali, assumendo una tonalità bruna che diviene più evidente durante il periodo invernale: è presente una mascherina nera attorno a occhi e becco, che si continua sul mento in una bavetta. La femmina è invece di colore grigio-brunastro, con sfumature rosse o rosate su ali, cresta e coda: anche nelle femmine è presente una mascherina, ma essa è solitamente appena accennata e di colore più chiaro rispetto al maschio. Il becco è tozzo, conico ed assai robusto, di colore rosso corallo in ambedue i sessi: le zampe sono di color carnicino scuro e munite di quattro dita, tre rivolte in avanti ed uno rivolto all'indietro, mentre l'occhio è rotondo, piccolo e di colore bruno scuro.
Il colore rosso del piumaggio è ottenuto a partire dai carotenoidi presenti nella dieta, i quali vengono metabolizzati dall'animale per dare sempre colorazione rossa: maschi nutriti con carotenoidi dal pigmento giallo, infatti, non diventano gialli ma conservano la colorazione rossa del piumaggio, seppure in forma più sbiadita.

## Biologia

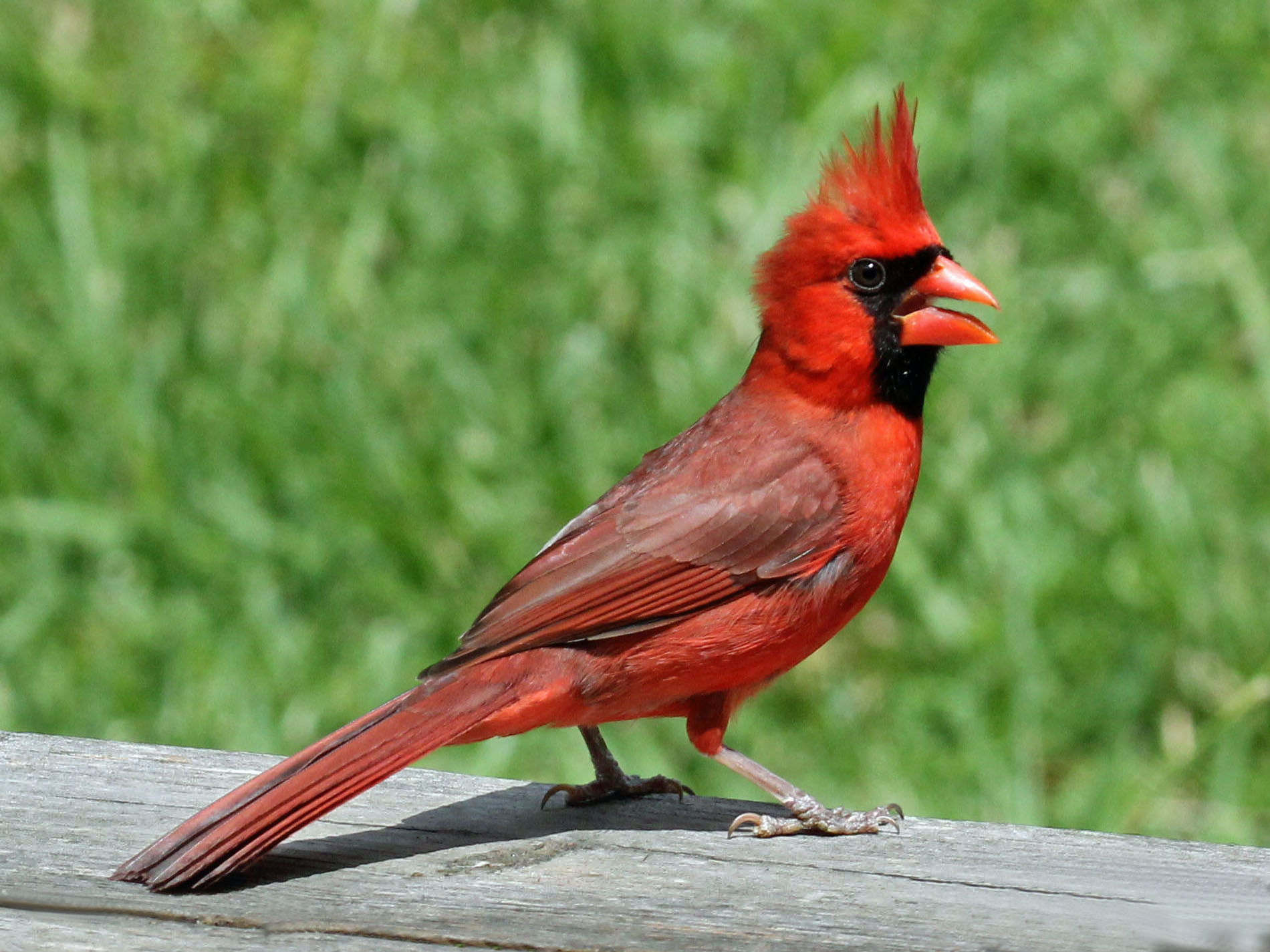
Un maschio di cardinale rosso con la cresta eretta, segnale di allerta, interesse o eccitazione.

Si tratta di uccelli stanziali e diurni, attivi principalmente al mattino e al tramonto.
Sebbene durante l'inverno si riuniscano in gruppi anche di qualche decina di individui, durante il periodo caldo i maschi, soprattutto, sono fortemente territoriali: essi si posizionano sovente in zone sopraelevate (come un tetto o la cima di un albero) dalle quali emettono un tipico fischio che serve a tenere lontani eventuali intrusi, in un raggio che però è di pochi metri. Qualora i richiami non servano a questo scopo, il maschio non esita ad inseguire gli altri maschi che invadono il suo territorio e ad ingaggiare combattimenti a colpi di becco. Spesso i maschi di cardinale cercano di combattere anche con la propria immagine riflessa su una superficie lucida, come un vetro o uno specchio.
Ambedue i sessi hanno un canto alto, flautato e piuttosto elaborato, con versi che vengono ripetuti diverse volte (generalmente tre) prima di essere cambiati. In caso di pericolo, il cardinale rosso emette un pigolio metallico molto distintivo, che ha la funzione di avvertire e mettere in allerta gli altri esemplari (soprattutto la femmina in cova) e spesso si associa all'erezione della cresta: in alcuni casi, a questo verso si associa una serie di aspri cinguettii mentre l'uccello si dà alla fuga. Questo verso viene anche utilizzato in forma meno acuta dai due partner per localizzarsi l'un l'altro durante le ore serali.

Il canto del cardinale rosso viene appreso durante la crescita e può essere modificato dai singoli animali, col risultato che sono presenti variazioni regionali nella sua composizione: i singoli esemplari sono comunque sempre in grado di ottenere informazioni su sesso e dimensioni dell'uccello che canta, solo ascoltandone il verso.

### Alimentazione

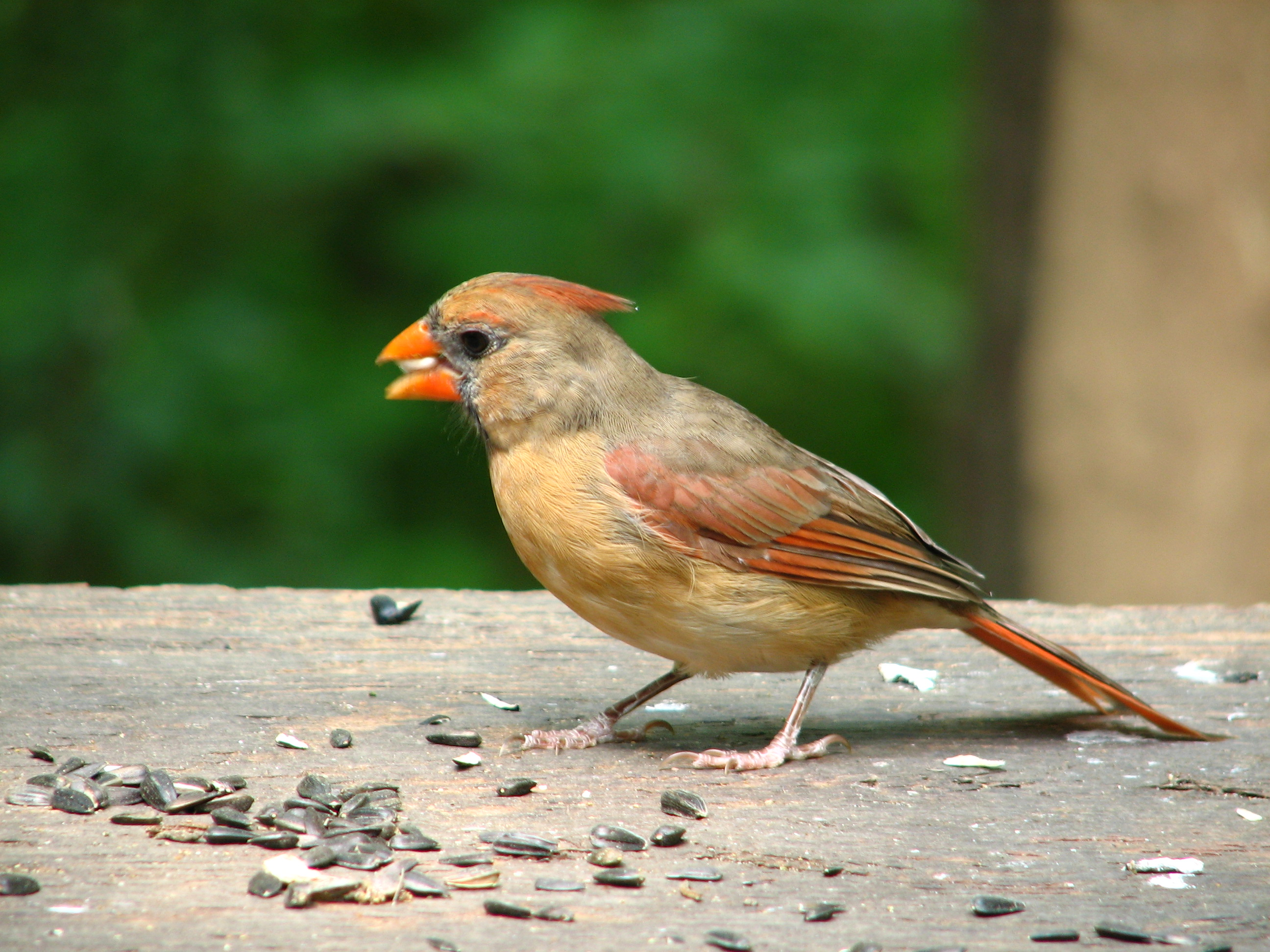
Una femmina di cardinale rosso si nutre di granaglie lasciate dall'uomo.

Il cardinale rosso è un animale essenzialmente granivoro: più del 90% della dieta di questi uccelli è composto da semi di graminacee, granaglie, bacche e frutta. Questo uccello può nutrirsi anche di insetti ed altri invertebrati (specialmente nel periodo riproduttivo), germogli d'olmo e della linfa d'acero che cola dai buchi lasciati dai picchi del genere Sphyrapicus (quest'ultimo è un caso di commensalismo). Quando il cibo è abbondante, i cardinali rossi tendono a nutrirsi di semi teneri dei quali possono facilmente avere ragione col forte becco: durante i mesi invernali, quando il cibo scarseggia, essi si dimostrano molto meno selettivi e mangiano anche semi di girasole e pinoli, affidandosi spesso alle mangiatoie poste dall'uomo per i piccoli uccelli. Il cibo viene cercato principalmente al suolo.

### Riproduzione

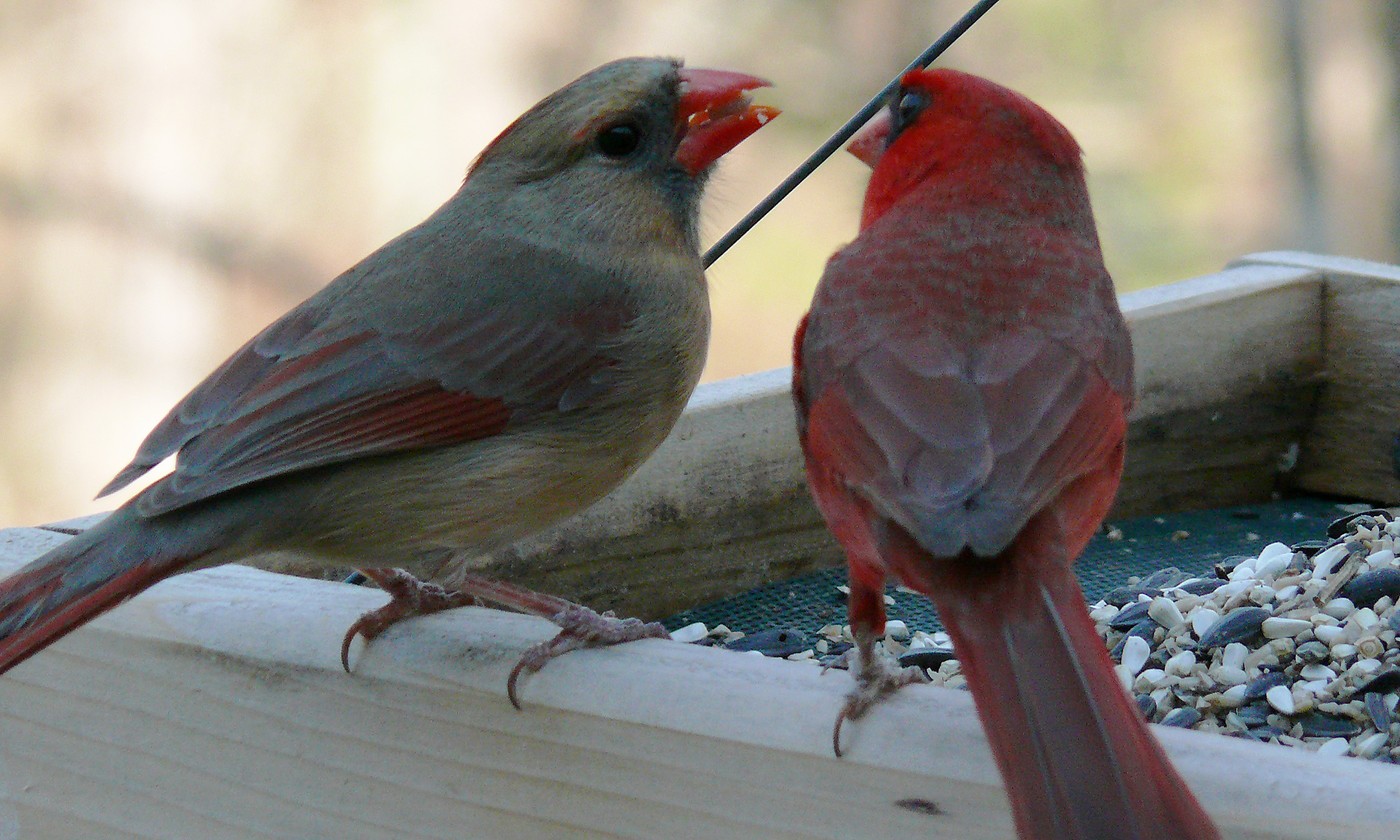
Un maschio (a destra) corteggia la femmina con imbeccate di cibo.

A dispetto del marcato dimorfismo sessuale, il cardinale rosso mostra abitudini monogame, con le coppie che restano saldamente unite per tutta la vita, anche all'infuori del periodo riproduttivo.

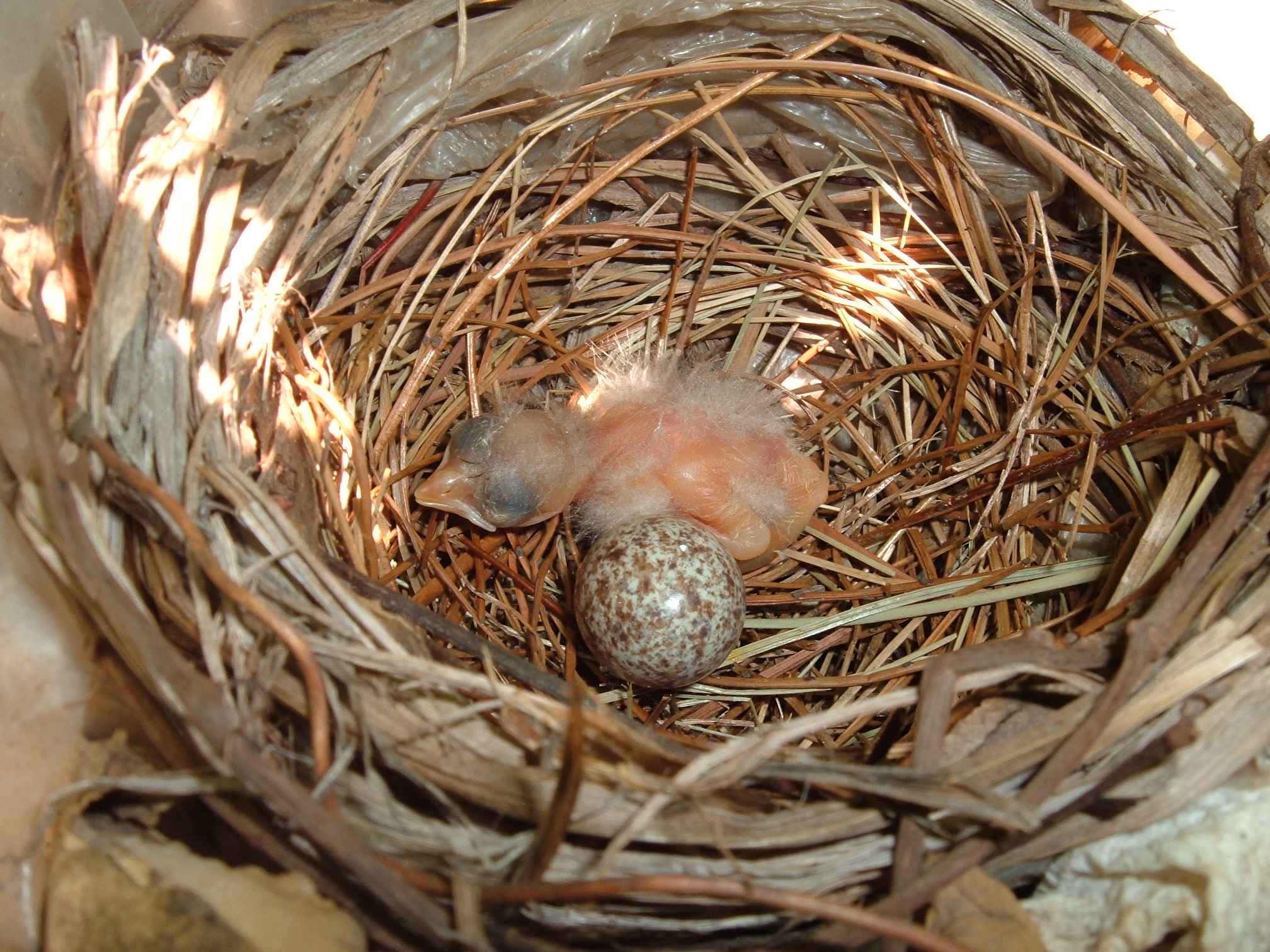
Un nido di cardinale rosso con all'interno un uovo e un nidiaceo appena schiuso.

Nell'imminenza della stagione riproduttiva (che comincia in primavera), il maschio corteggia la femmina ingaggiando con lei dei duetti canori e con offerte di cibo che le porge direttamente nel becco, e che può continuare anche dopo la deposizione delle uova. Il maschio può anche aiutare la femmina nella costruzione del nido, portandole rametti che essa provvede a rendere morbidi e pieghevoli col forte becco, intrecciandoli poi attorno al proprio corpo e calpestandoli con le zampe per far loro assumere la tipica forma a coppa.

Generalmente la femmina impiega dai 3 ai 9 giorni per ultimare il nido, che misura circa 15 cm di diametro per 10 di altezza e si compone di quattro strati:
- un primo strato di rametti piuttosto grossi;
- un secondo strato di foglie secche;
- un terzo strato formato da corteccia di vite;
- un quarto strato di steli d'erba, radichette ed aghi di conifere;

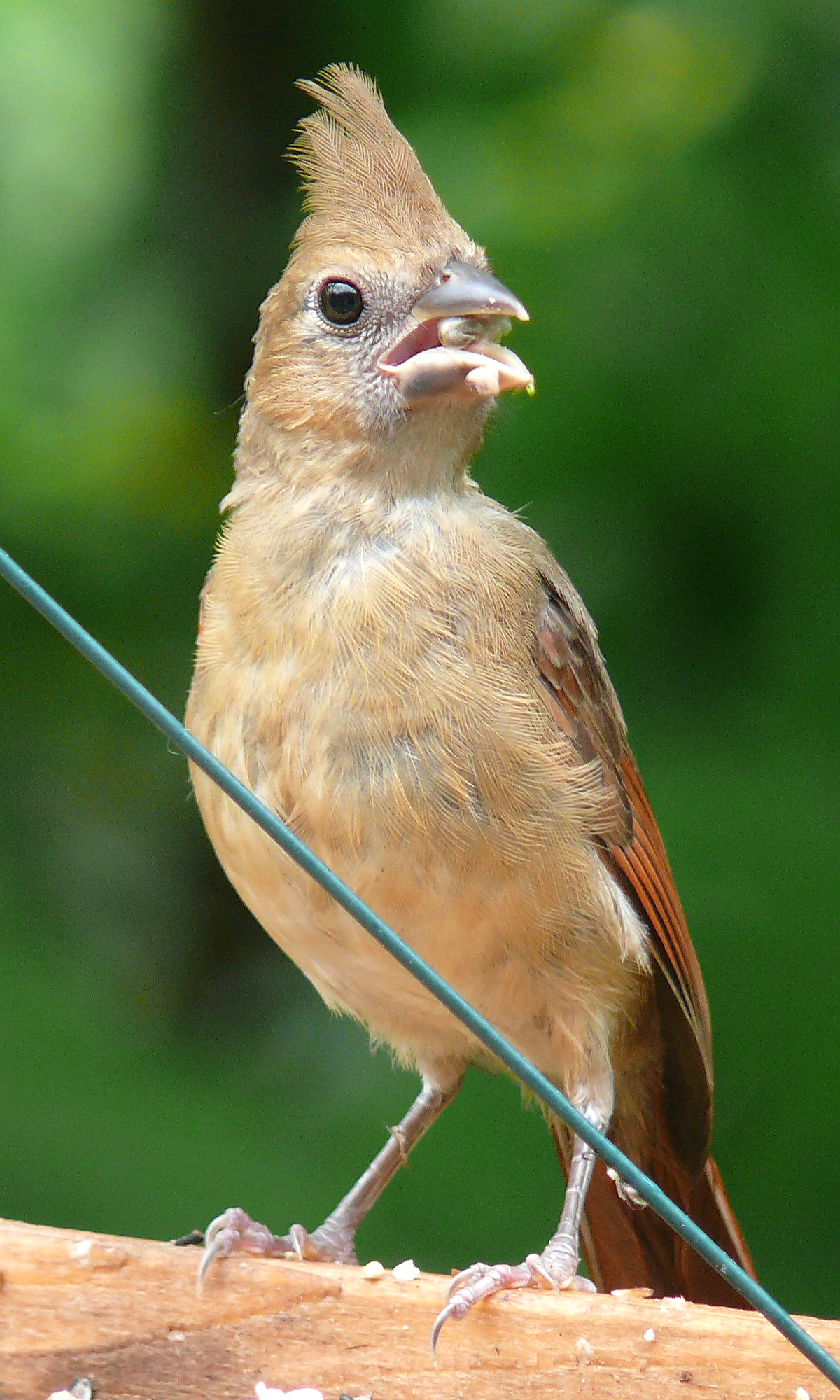
Un giovane cardinale rosso di circa 20 giorni d'età si nutre da una mangiatoia: notare il becco e le zampe scure che differenziano i giovani dalle femmine adulte.

Esso viene costruito in aree appartate nel folto dei cespugli o su un albero basso, generalmente fra uno e tre metri d'altezza. Il nido non viene solitamente riutilizzato, pertanto ogni anno ne viene costruito uno nuovo.
La deposizione comincia fra 1 e 6 giorni dopo il termine della costruzione del nido. La femmina depone tipicamente 4 uova, a volte meno, molto raramente di più: le uova misurano circa 25 mm di lunghezza e 20 di larghezza e sono bianche con maculature grigio-brune su tutta la superficie, ma che si fanno più marcate in corrispondenza dell'estremo più largo. È principalmente la femmina ad occuparsi della cova, sebbene essa possa essere sostituita dal maschio per brevi periodi di tempo: l'incubazione dura 12-13 giorni, ed i piccoli vengono nutriti da ambedue i genitori principalmente a base di insetti.
A soli 10-11 giorni dalla schiusa, i piccoli sono già pronti ad allontanarsi dal nido, sebbene non possano dirsi pienamente indipendenti fino alle 5 settimane di vita: dopo l'abbandono del nido è il maschio ad occuparsi di loro fino all'indipendenza, mentre la femmina si occupa di portare avanti un'altra nidiata. Una coppia di cardinali porta infatti avanti almeno due (e in anni particolarmente miti dal punto di vista climatico fino a quattro) covate l'anno, con un tasso di sopravvivenza del 65%.

I giovani di ambedue i sessi mostrano colorazione molto simile alla femmina, dalla quale si differenziano per il becco di colore nerastro invece che rosso: con la prima muta, che avviene in autunno, si ha l'eventuale cambiamento di colore del piumaggio.
Il cardinale rosso più anziano finora trovato in natura aveva un'età stimata in 15 anni e 9 mesi, mentre in cattività quest'animale sfiora i 28 anni e mezzo. Tuttavia, si pensa che in natura la maggior parte di questi uccelli difficilmente riesca a superare la prima stagione riproduttiva, a causa dei numerosi predatori.

## Distribuzione e habitat

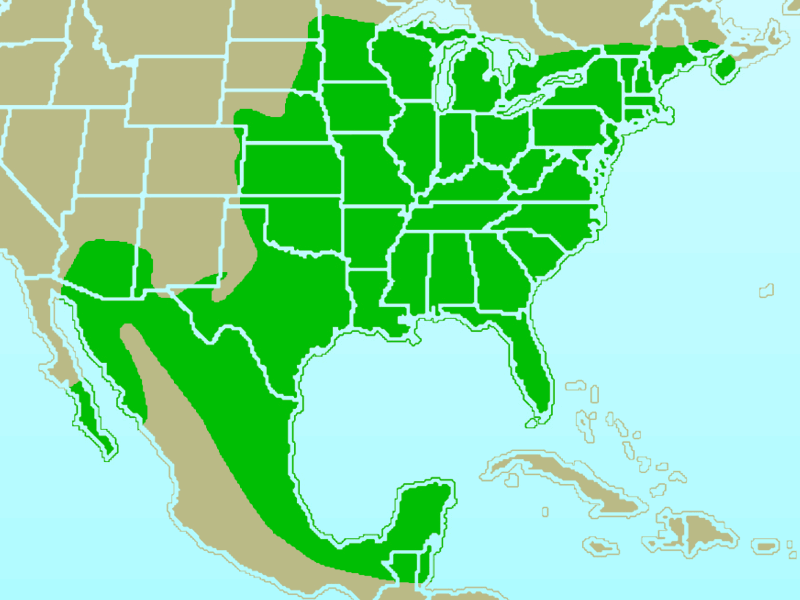
Areale del cardinale rosso.

Il cardinale rosso ha aumentato considerevolmente il proprio areale negli ultimi due secoli, ed attualmente occupa un'area piuttosto vasta che si estende dal Québec, sulla costa orientale del Canada, a sud fino all'istmo di Tehuantepec lungo tutta la costa atlantica del Nord America, e spingendosi a ovest fino alle Grandi Pianure e lungo tutto il confine tra il Messico e gli Stati Uniti d'America fino alla penisola di Bassa California, con una popolazione allopatrica diffusa sul versante pacifico messicano, grossomodo fra gli Stati di Jalisco e Oaxaca. Il cardinale rosso è stato inoltre introdotto nel 1700 nelle Bermude, alle Hawaii ed in California.

Sebbene la specie venga conosciuta anche col nome di "cardinale della Virginia", essa non è particolarmente diffusa in questo Stato rispetto ad altri: si tratta piuttosto di una denominazione dovuta al fatto che in passato molti animali tipici degli stati atlantici del sud degli Stati Uniti venivano indicati come provenienti dalla Virginia (si pensi all'opossum della Virginia, o al colino della Virginia).
Abita preferibilmente le zone cespugliose, adattandosi a una vasta gamma di habitat: lo si può trovare infatti nelle aree paludose come in quelle semidesertiche. Convive senza problemi con l'uomo, beneficiando anzi del disboscamento e della costruzione di case con giardini, parchi pubblici e siepi, e probabilmente questo è alla base della recente e rapida espansione del suo areale.

## Tassonomia
Il cardinale rosso è una delle specie descritte da Linneo nel suo Systema Naturae: lo studioso denominò questa specie Loxia cardinalis, intendendone una parentela con i crocieri. In seguito la specie venne riclassificata ed ascritta al genere Coccothraustes assieme ai frosoni, ma queste classificazioni si basavano unicamente su somiglianze morfologiche e nel 1838 si optò per la creazione del genere Cardinalis nell'ambito di una famiglia di uccelli endemica delle Americhe (per l'appunto i Cardinalidae), alla specie venne ascritta col nome di Cardinalis virginianus: nel 1918, il suo nome scientifico venne nuovamente cambiato in Richmondena cardinalis, in onore dell'ornitologo statunitense Charles Wallace Richmond, per poi cambiare nuovamente nel 1983, quando il cardinale rosso tornò ad essere classificato nel precedente genere, ma col nome di Cardinalis cardinalis.
Il cardinale rosso rappresenta la specie tipo del genere Cardinalis, che condivide con altre due specie (il cardinale del deserto ed il cardinale vermiglio) e che a sua volta dà il nome alla famiglia dei Cardinalidi, comprendente numerose specie diffuse nelle Americhe.

Il nome comune di questo animale, così come il nome scientifico, sono evidentemente dovuti alla colorazione rosso sgargiante del maschio, che ricorda per l'appunto la porpora dei cardinali.
Se ne riconoscono generalmente 19 sottospecie, differenti fra loro per le proporzioni di becco e coda, per le dimensioni o per l'intensità della colorazione e l'estensione della mascherina nera nei maschi ed in special modo nelle femmine:
- Cardinalis cardinalis cardinalis L., 1758, la sottospecie nominale, diffusa in Canada sud-orientale, New England e cosa atlantica degli Stati Uniti fino alla Georgia;
- Cardinalis cardinalis affinis Nelson, 1899, diffusa in Messico centrale e settentrionale;
- Cardinalis cardinalis canicaudus Chapman, 1891, diffusa dall'Oklahoma sud-occidentale al Messico centrale;
- Cardinalis cardinalis carneus Lesson, 1842, diffusa in Messico sud-occidentale;
- Cardinalis cardinalis clintoni Banks, 1963, endemica dell'isola Jacques Cousteau;
- Cardinalis cardinalis coccineus Ridgway, 1873, diffusa in Messico centrale dal San Luis Potosí all'Oaxaca;
- Cardinalis cardinalis flammiger Peters, 1913, diffusa nel Messico occidentale (Quintana Roo, in Belize e Guatemala;
- Cardinalis cardinalis floridanus Ridgway, 1896, diffusa in Georgia ed in Florida;
- Cardinalis cardinalis igneus Baird, 1860, diffusa in Bassa California del Sud;
- Cardinalis cardinalis littoralis Nelson, 1897, diffusa in Messico sud-orientale dal Veracruz al Tabasco;
- Cardinalis cardinalis magnirostris Bangs, 1903, diffusa in Texas sud-orientale, Oklahoma centrale e Mississippi;
- Cardinalis cardinalis mariae Nelson, 1898, endemica delle isole Marías;
- Cardinalis cardinalis phillipsi Parkes, 1997, diffusa nello Yucatán;
- Cardinalis cardinalis saturatus Ridgway, 1885, endemica dell'isola di Cozumel;
- Cardinalis cardinalis seftoni Huey, 1940, diffusa in Bassa California;
- Cardinalis cardinalis sinaloensis Nelson, 1899, diffusa in Messico orientale;
- Cardinalis cardinalis superbus Ridgway, 1885, diffusa negli Stati Uniti sud-occidentali e nel nord del Sonora;
- Cardinalis cardinalis townsendi van Rossem, 1932, endemica dell'isola di Tiburón;
- Cardinalis cardinalis yucatanicus Ridgway, 1887, diffusa nella parte meridionale penisola dello Yucatán;

## Rapporti con l'uomo
Il cardinale rosso occupa un areale molto esteso e nell'ambito del quale è assai ben rappresentato, anzi l'areale di questa specie negli ultimi due secoli si è ampliato verso est al seguito dell'uomo.
Per via della colorazione vivace e del bel canto, il cardinale rosso è da sempre stato molto ricercato come uccello da gabbia. Grazie alla sua rusticità e frugalità esso ha esigenze molto simili agli uccelli nostrani, e può essere allevato anche in voliere all'aperto purché gli si fornisca lo spazio necessario per volare. In virtù della sua sedentarietà, soprattutto durante il periodo della cova è possibile addirittura tenerlo in libertà senza timore che esso si allontani.
Sebbene non si tratti di una specie migratrice, negli Stati Uniti e in Canada questo uccello è protetto dalla convenzione sugli uccelli migratori del 1918, che ne rende illegale l'uccisione e la cattura e la vendita non autorizzate.
Questo uccello è inoltre la mascotte di numerose squadre di varie discipline sportive sia a livello agonistico che di college:
- St. Louis Cardinals nella National League di baseball;
- Arizona Cardinals nella National Football League;
- Università di Louisville, Plattsburgh, Ball, dell'Illinois, Lamar, Università Cattolica d'America, Wesleyan University, Wheeling Jesuit University, Massachusetts College of Pharmacy and Health Sciences, North Idaho College e Saint John Fisher College.

Il cardinale rosso è inoltre l'uccello simbolo di sette stati degli USA, ossia Carolina del Nord, Illinois, Indiana, Kentucky, Ohio, Virginia e Virginia Occidentale; fu vicino al diventarlo anche del Delaware, salvo poi essere sconfitto alle votazioni dalla locale razza di pollo, il Delaware Blue Hen.
Inoltre Red, il protagonista di Angry Birds, è un cardinale rosso.